# شورش داعش در تونس
شورش داعش در تونس، به فعالیت‌های ادامه‌دار شاخه داعش در تونس اشاره دارد. فعالیت‌های داعش در تونس در ژوئن ۲۰۱۵، با حملات سوسه شروع شد. گرچه که قبل‌تر از آن داعش، حادثه موزه باردو در مارس ۲۰۱۵ را برعهده گرفته بود، با این وجود حکومت تونس تیپ عقبة بن نافع را مسئول این حمله برشمرد. پس از درگیری‌های متعدد مرزی در حوالی بن قردان در مارس ۲۰۱۶ میلادی، فعالیت گروه دولت اسلامی به عنوان شورش مسلحانه توصیف شده و روندشان از تاکتیک‌های پیشین که در قالب حملات انتحاری بود به سمت بدست آوردن کنترل قلمرویی تغییر یافت.

## پس‌زمینه

### قیام اسلام‌گرایان
مرگ «عنتر زوابری»، رهبر گروه طرفداران القاعده با عنوان «گروه اسلام‌گرایان مسلح الجزیره» (به عربی: الجماعة الإسلامية المسلّحة) (به فرانسوی: Groupe Islamique Armé) ‏(GIA) (به انگلیسی: Armed Islamic Group)، موجب پایان جنگ داخلی الجزایر در فوریه ۲۰۰۲ میلادی شد. گروه‌های اسلام‌گرایی چون GIA و «گروه سلفی‌ها برای دعوت و قتال» (به عربی: الجماعة السلفية للدعوة والقتال) (به انگلیسی: Salafist Group for Preaching and Combat) (به فرانسوی: Groupe Salafiste pour la Prédication et le Combat)‏ (GSPC)، مبارزات را در قالب شورش‌هایشان در الجزیره ادامه دادند. در این اثناء در ۱۱ آوریل ۲۰۰۲ میلادی، یک حمله بمب‌گذاری مهلک در کشور همسایه الجزیره یعنی تونس، درجزیره جربه روی داد و القاعده مظنون به ایجاد آن بود. بیست و یک نفر کشته و ده‌ها نفر زخمی شدند. یک مظنون لهستانی با تابعیت آلمانی به نام «کریستین گنکزارسکی» (Christian Ganczarski) به دلیل ارتباطاتی که با القاعده و حمله‌کننده داشت دستگیر و زندانی شد. در دسامبر ۲۰۰۶، دو نفر توسط اسلام‌گرایان کشته و دو نفر دیگر دستگیر شدند. در ۳ ژانویه ۲۰۰۷ میلادی، درگیری‌هایی در سلیمان تونس بین پلیس تونس و یک گروه مظنون مسلح اسلام‌گرا شکل گرفت. چهارده نفر شامل دو تا از اعضای نیروهای امنیتی کشته و پانزده نفر دستگیر شدند. اواخر ۲۰۱۲ میلادی، ارتش تونس چند عملیات را علیه شورشیان اسلام‌گرا که حوالی مرز کوهستانی تونس و الجزیره فعال هستند براه انداخت. در ۱۶ ژوئیه ۲۰۱۴ میلادی، حمله مرگباری علیه ارتش موجب کشته شدن ۱۵ سرباز و یکی از حمله کنندگان شد. هجده نفر دیگر در مرز الجزیره و تونس زخمی شدند.